# アンドレス・イサシ
アンドレス・イサシ'・イ・リナレス（Andrés Isasi y Linares, 1890年10月28日 - 1940年4月6日）は、スペインの作曲家。
ビスカヤ県ビルバオ出身。1909年からベルリンに留学し、エンゲルベルト・フンパーディンクに師事した。フンパーディンクの影響で後期ロマン派のスタイルを取り入れ、いくつかのドイツ語歌曲を作曲した。
第一次世界大戦が勃発した1914年に故郷のビルバオに戻った。1920年代はピアニストとして活動したが、やがてゲチョ近郊のアルゴルタ村で作曲に専念するようになった。1930年代には後のオリヴィエ・メシアンと同様に、鳥の鳴き声を研究し、作品に取り入れた。
彼のドイツ的な音楽はバスク民族主義者（もっと広くスペイン民族主義者）に歓迎されず、1940年に死去した後は約20年前まで演奏機会に恵まれることはなかった。
作品には2つの交響曲（第2番は散逸）、3つのオーケストラ組曲、6つの交響詩、ピアノ協奏曲、6つの弦楽四重奏曲を含む室内楽曲、合唱曲、歌曲、ピアノ曲などがある。